# Callitriche obtusangula
Callitriche obtusangula là một loài thực vật có hoa trong họ Mã đề. Loài này được Le Gall ex Hegelm. mô tả khoa học đầu tiên năm 1864.